# The Burning Fiery Furnace

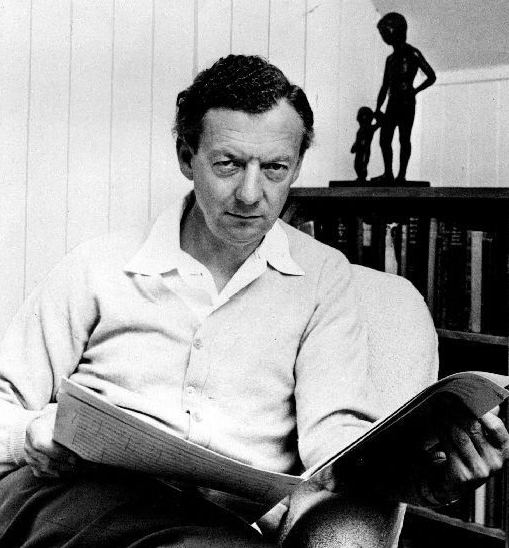
Benjamin Britten

The Burning Fiery Furnace (Den brinnande ugnen) är ett kyrkospel (en parabel för kyrkobruk) med musik av Benjamin Britten och libretto av William Plomer. Det var Brittens andra parabel efter Curlew River (1964). Senare skulle han komponera The Prodigal Son (1968).

## Historia
Uppmuntrad efter succén med Curlew River fortsatte Britten samarbetet med librettisten William Plomer i en andra kyrkoparabel. Denna gång inspirerades Britten av ett besök i katedralen i Chartres där han imponerades av de färgrika kyrkofönstren och en skulptur föreställande Nebukadnessar och den brinnande ugnen. Plomer ansåg att Nebukadnessar, dyrkandet av en "guldgud", och de tre exiljudarnas motståndsrörelse kunde vara relevant för sin tid. I librettot låter han Astrologen göra observationen att "This rash innovation,/Invasion of immigrants,/Puts Babylon in danger." Invandringen till Storbritannien var på väg att bli ett känsligt, politiskt ämne 1966. och passade väl in samtidens krav på social tillvändhet. Samtidigt gav kyrkospelets stränga musikaliska form tillfällighet att använda sig av vissa tekniker som var populära bland dåtidens unga kompositörer, såsom aleatorisk musik där valet av toner utgörs av en viss form av slumpmässighet, samt upprepandet av tonserier i olika harmonier. Till skillnad från sin förra kyrkoparabel, Curlew River, hade Britten nu intentionen att göra verket "mindre allvarligt och mer festligt".  
Britten och Plomer hade inte bestämt verkets titel och valde mellan Strangers in Babylon, The Fourth Man och The Fiery Furnace. Den andra titeln var för lik filmen Den tredje mannen och till sist enades de om The Burning Fiery Furnace. Verket hade premiär den 9 juni 1966 i St Bartholomewkyrkan i Orford, Suffolk i samband med årets Aldeburgh Festival. Britten dirigerade själv och hans livspartner Peter Pears sjöng rollen som Nebukadnessar. En kritiker tyckte att verket saknade den patos och renhet som präglade Curlew River, men att verket hade en modern relevans till nutiden där nationalismen attackerades med dess konformism, intolerans och hat. 
Den lilla orkestern består av flöjt, valthorn, altbasun, viola, kontrabas, harpa, slagverk och orgel. Den ende slagverkaren ska traktera fem ostämda trummor, ett städ, två stämda träblock, ett klockspel, en babylonisk trumma och en piska. Britten fördelade arbetet så att kontrabasisten fick spela på en trumma och organisten fick slå på cymbalen.

## Personer
- Nebuchadnezzar (tenor)
- Astrologen (baryton)
- Ananias[a] (Shadrach) (baryton)
- Misael (Meshach) (tenor)
- Azarias (Abednego) (baryton)
- Härolden och Hovmarskalken (baryton)
- Hovmän, tjänare (kör)

## Handling
Babylonien, 600-talet f.Kr.

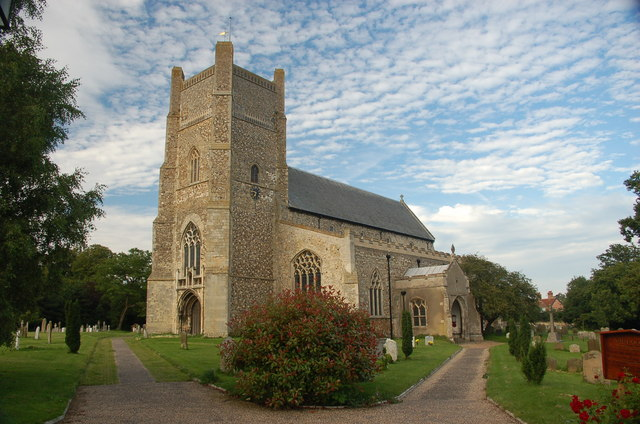
Kyrkan St Bartholomew i Orford.

Historien om den brinnande ugnen återfinns i kapitel 3 i Daniels bok i Gamla Testamentet där Daniel tillsammans med de tre gudfruktiga männen Shadrak, Meshak och Aved-Nego kastas i en brinnande ugn därför att de vägrat att tillbe en guldstaty av kung Nebukadnessar. Guds ängel räddade dem dock från att brinna upp. 
En härold välkomnar Ananias, Misael och Azarias, tre härskare över var sin provins. Kung Nebuchadnezzar ställer till med en fest till deras ära. Han ger astrologen order om att ge dem deras babyloniska namn; Shadrach, Meshach och Abednego. Festen startar men de tre männen vägrar att äta maten som erbjuds dem. Underhållare dansar och sjunger ("The waters of Babylon... all ran dry. Do you know why?"). Astrologen säger till kungen att detta är vad man får när man bjuder utlänningar. Nebuchadnezzar lämnar banketten i panik och förklarar att stjärnorna är emot honom. De tre männen inser att de har fiender men svär att fortsätta vara Israels barn. Härolden proklamerar att en stor guldstaty av Merodak, Babyloniens store gud, ska resas. Varje gång en fanfar ljuder måste alla falla på knä och tillbe den annars kommer de att kastas in i en brinnande ugn. När bilden reses vägrar de tre israelerna att knäböja och kastas in i ugnen som värms upp sju gånger hetare än någonsin. De står oskadda därinne tillsammans med en fjärde figur och sjunger en psalm. Nebuchadnezzar säger att den fjärde figuren måste vara Guds son. Han närmar sig ugnen och beordrar att männen ska komma ut. Den fjärde figuren försvinner. När Nebuchadnezzar ser att de tre männen är oskadda vänder han sig till astrologen ("Where is your wisdom now?") och visar bort honom. Kungen erkänner att det inte finns någon annan gud än Shadrachs, Meshachs och Abednegos Gud ("Down with the god of gold"). Han förenar sig med de tre i en fredshymn.